# Vejano
Vejano é uma comuna italiana da região do Lácio, província de Viterbo, com cerca de 2.085 (Cens. 2001) habitantes. Estende-se por uma área de 44,36 km², tendo uma densidade populacional de 47,00 hab/km². Faz fronteira com Barbarano Romano, Bassano Romano, Blera, Canale Monterano (RM), Capranica, Oriolo Romano, Tolfa (RM).

## Demografia
| Variação demográfica do município entre 1861 e 2011                               |
|                                                                                   |
| Fonte: Istituto Nazionale di Statistica (ISTAT) - Elaboração gráfica da Wikipedia |